# غراهام زوسي
غراهام زوسي (بالإنجليزية: Graham Zusi)‏ (المولود 18 أغسطس 1986) لاعب كرة قدم أمريكي يلعب حالياً لنادي سبورتينغ كانساس سيتي ومنتخب الولايات المتحدة.

## روابط خارجية
- غراهام زوسي على موقع الاتحاد الدولي (مؤرشف)  (الإنجليزية)
- غراهام زوسي على موقع الدوري الأمريكي (الإنجليزية)
- غراهام زوسي على موقع قاعدة بيانات كرة القدم.إي يو (الإنجليزية)
- غراهام زوسي على موقع ناشيونال فوتبول تيمز (الإنجليزية)
- غراهام زوسي على موقع Soccerbase.com (لاعب) (الإنجليزية)
- غراهام زوسي على موقع Soccerway.com (الإنجليزية)
- غراهام زوسي على موقع عالم كرة القدم.نت (الإنجليزية)
- غراهام زوسي على موقع AS.com (الإسبانية)